# Луистон (Небраска)
Луистон (енгл. Lewiston) град је у америчкој савезној држави Небраска.

## Демографија
По попису из 2010. године број становника је 68, што је 18 (-20,9%) становника мање него 2000. године.
| Група             | 2000.      | 2010.      |
| Белци             | 85 (98,8%) | 67 (98,5%) |
| Афроамериканци    | 0 (0,0%)   | 1 (1,5%)   |
| Азијати           | 1 (1,2%)   | 0 (0,0%)   |
| Хиспаноамериканци | 0 (0,0%)   | 0 (0,0%)   |
| Укупно            | 86         | 68         |